# Hylaeus tagala
Hylaeus tagala là một loài Hymenoptera trong họ Colletidae. Loài này được Ashmead mô tả khoa học năm 1905.